# Fated to Love You (serie de televisión de 2014)
Fated to Love You (Hangul: 운명처럼 널 사랑해, RR: Woonmyungcheoreom Neol Saranghae), titulada en el mundo hispanoparlante como Mi destino es amarte o también Destinado a amarte, es una serie de televisión surcoreana romántica de comedia-drama producida por Number Three Pictures (N3) y Page One Films para la cadena de televisión MBC, y protagonizada por Jang Hyuk y Jang Na Ra. Se emitió originalmente en MBC desde el 2 de julio hasta el 4 de septiembre de 2014.
La serie es una versión libre (con diferencias importantes) de una serie taiwanesa del mismo nombre, del año 2008. También existen versiones posteriores de otros países: una versión tailandesa del 2017 llamada You're My Destiny, una versión camboyana del 2019 llamada también "Fated to Love You", una versión japonesa del 2020 llamada "Unmei Kara Hajimaru Koi" ("Love Begins with the Fate", en español "El Amor que comienza con el Destino"), y una versión china que es también de 2020 y llamada "You are my destiny" ("Tú eres mi Destino").  
La serie turca No 309, emitida originalmente entre 2016 y 2017, es una adaptación o versión libre (con grandes diferencias) de esta serie surcoreana.  

## Argumento
Lee Gun (Jang Hyuk) es un hombre joven, de poco más de 30 años. Él es el heredero multimillonario de una dinastía de hombres de negocios, y es el CEO o presidente de una enorme y prestigiosa corporación empresarial de productos químicos y de higiene personal y cosméticos. También es un gran empresario, eficiente y exitoso, y un caballero elegante y pulcro, pero también es un poco alocado o excéntrico. Lee Gun es jovial y espontáneo, con una risa muy peculiar y escandalosa, y aunque aparenta ser un poco arrogante, y es impaciente y duro con las personas que actúan mal o en contra de su persona o intereses, en el fondo es una persona noble y de buenos sentimientos, compasivo, especialmente con los débiles. 
Al comenzar la historia Lee Gun está muy enamorado de su novia, Kang Se-ra (Wang Ji-won), una joven bailarina de ballet que trabaja en Nueva York intentando abrirse paso en el competitivo mundo de la danza. Después de 6 años de relación Lee Gun está decidido a proponerle matrimonio a Kang Se-ra. Además de sus sentimientos por ella, en su decisión también pesa las presiones de los grandes accionistas de la empresa, representados en la Junta Directiva, que desean que Lee Gun se case y procree al menos un heredero que garantice la sucesión futura en la dirección del imperio familiar. Además, la abuela paterna de Lee Gun, la Presidenta Wang (antigua CEO de la empresa y matriarca de la dinastía), también ejerce presión sobre su nieto para que se case (ella es la única familia que tiene Lee Gun pues sus padres murieron hace mucho tiempo). Pero el destino tendrá otros planes.
Kim Mi-young (Jang Na Ra) es una joven de 29 años, que trabaja de oficinista en un prestigioso bufete de abogados. Ella es una chica alegre y muy amable y dulce, aunque bastante tímida y que oculta su belleza natural debajo de una apariencia sencilla y un poco “nerd” (sus gafas son un elemento llamativo). Kim Mi-young tiene una personalidad muy débil y vulnerable, bastante sensible, y es incapaz de decirle que no a cualquier persona, por lo que todo el mundo, comenzando por sus numerosos compañeros de trabajo, se aprovechan de ella, especialmente para pedirle que haga encargos o favores, por lo que la llaman de manera burlona y despectiva la “Chica de las Notas Adhesivas” (por las notas que usan a menudo para encargarle esas tareas, con frecuencia abusivas). Kim Mi-young proviene de una familia humilde, que habita en una aldea de pescadores situada en una pequeña isla cerca de la costa, en la que su madre tiene un pequeño restaurante popular de comida típica. En Seúl ella comparte un apartamento con una compañera de trabajo que es su única amiga real. Debido a su timidez y baja autoestima, Kim Mi-young nunca ha tenido novios, a pesar de su edad.
Lee Gun y Kim Mi-young se encuentran por primera vez cuando ambos protagonizan un accidente disparatado y caótico en un centro comercial, y se apartan pensando que había sido una anécdota intrascendente. Pero después Kim Mi-young gana un sorteo entre los empleados de su bufete, obteniendo como premio un viaje para dos personas a Macao (la antigua colonia portuguesa reincorporada desde hace años a China como región administrativa especial). Un joven abogado del bufete, que le gusta mucho a Kim Mi-young, la convence para que lo deje acompañarla, aunque sus intenciones no son tan buenas como la inocente Kim se imagina.
Al mismo tiempo Lee Gun también ha planeado un viaje a Macao para encontrarse con su novia Kang Se-ra, para pedirle matrimonio en un escenario romántico. Por casualidad Lee Gun y Kim Mi-young se hospedan en el mismo hotel y en habitaciones cercanas.
Simultáneamente unos hombres planean tenderle una trampa a Lee Gun en el hotel, para implicarlo en una situación vergonzosa y chantajearlo. Pero el plan sale mal y tanto Lee Gun como Kim Mi-young acaban siendo drogados por los chantajistas, y accidentalmente Kim Mi-young se introduce en la habitación de Lee Gun. El resultado es que Lee Gun y Kim Mi-young terminan teniendo relaciones sexuales involuntariamente (la primera vez que Kim Mi-young tiene sexo en su vida).
En la disparatada situación posterior Lee Gun reaccionará al principio enfurecido con Kim Mi-young pensando que era parte del plan de chantaje, pero al convencerse de su inocencia, y al defenderla del maltrato psicológico que ella sufre por parte del hombre que la acompañó a Macao, al final se acercaran como amigos, mientras Lee Gun sufre porque su novia lo dejó plantado al no ir a Macao, por una oferta laboral. Ambos se despiden con empatía y afecto, pero pensando que no volverán a verse al volver a Corea.
Pero una vez más interviene el destino, empeñado en juntarlos. Kim Mi-young descubre que ha quedado embarazada de Lee Gun, y poco después se lo reencuentra cuando él contrata los servicios del bufete donde ella trabaja, aunque Kim Mi-young no le cuenta lo ocurrido. Aunque después ambos vuelven a reencontrarse, cuando Lee Gun se ve forzado a negociar en persona un tema de negocios con la pequeña comunidad de la isla natal de Kim Mi-young, y estando ella presente con toda su familia la noticia del embarazo se descubre, y la madre de Kim Mi-young le exige a Lee Gun que asuma la responsabilidad de su paternidad.
Después de la confusión y las dudas iniciales, Lee Gun, que todavía está dolido por su aparente ruptura con su novia y sintiéndose responsable del futuro de su hijo, decide casarse con Kim Mi-young para cuidar de ella y del niño, y ella acepta, aunque ambos estén conscientes de que Lee Gun sigue enamorado de su antigua novia y de que el matrimonio, al menos al principio, solamente será de conveniencia y apariencias.
Pero al convivir bajo el mismo techo (en la mansión familiar de Lee Gun y su abuela) y compartir las vivencias del embarazo de Kim Mi-young, Lee Gun conocerá mejor los puros y dulces sentimientos de la chica, y se enamorará de ella, a pesar de su renuencia inicial. Por su parte, Kim Mi-young se enamorará de Lee Gun. 
Pero en la relación de la pareja y en sus sentimientos se interpondrán varios factores, como los malentendidos que cada uno tendrá sobre las intenciones y los sentimientos del otro (a menudo por hechos de terceros), el papel de la exnovia de Lee Gun que no se resignará a perder el amor de él e intentará recuperarlo, y las intrigas de la codiciosa madre del medio-hermano menor de Lee Gun que conspira para causar la destitución de Lee Gun de la presidencia de la empresa y su sustitución con el hijo de ella.
También entra en juego Daniel Pitt (Choi Jin-hyuk) un famoso artista y diseñador de interiores coreano-estadounidense, que regresa a Corea del Sur con la intención de encontrar a su hermana menor desaparecida cuando ambos eran niños. Por una disparatada confusión Daniel termina convirtiéndose en el confidente de Kim Mi-young y a la larga en su mejor amigo y protector, pero terminará enamorándose de ella y siendo el rival de Lee Gun. 
Pero el mayor enemigo del amor de Lee Gun y Kim Mi-young será una trágica maldición de la familia de Lee Gun que aparecerá para forzarlo a abandonarla. Una tragedia terrible será el golpe definitivo que romperá el matrimonio de los protagonistas y los llevará a separarse por varios años. Aunque después Kim Mi-young volverá a aparecer en el camino de Lee Gun, pero convertida en una artista de fama internacional y una mujer independiente y segura de sí misma, hermosa y elegante.
Mientras Lee Gun se debatirá entre su intención de renunciar a Kim Mi-young por el bienestar de ella y su desesperada necesidad de recuperarla y amarla, la historia mantendrá hasta el final el suspenso sobre sí el destino impondrá sus designios y Lee Gun y Kim Mi-young tendrán un futuro juntos, su ansiado final feliz.

## Reparto

### Personajes principales
- Jang Hyuk como Lee Gun, el joven heredero multimillonario de una dinastía de muchas generaciones, y el actual CEO de la corporación fundada por su familia. Él es un empresario responsable, hábil y exitoso y un hombre de aspecto elegante y sofisticado, pero al mismo tiempo es un tanto excéntrico, con unas maneras algo alocadas e infantiles (especialmente su risa escandalosa y peculiar). Lee Gun es jovial, aparentemente alegre, pero bajo esa apariencia se oculta el dolor dejado por ciertas heridas del pasado. Al comenzar la historia está locamente enamorado de su novia de varios años, Kang Se-ra, pero su corazón se romperá un poco cuando ella prefiera su carrera profesional a un compromiso matrimonial con él. Al conocer a Kim Mi-young tendrá sentimientos encontrados y ambiguos hacia ella, y debido a las situaciones equívocas y enrevesadas al principio de su relación, en algunas ocasiones se mostrará protector y afectuoso con ella, y en otras ocasiones duro e incluso cruel, lastimando los sentimientos de la chica. Pero rápidamente se enamorará de ella y descubrirá que Kim Mi-young es el gran amor de su vida. Pero dolorosas circunstancias lo obligarán a tomar la decisión de renunciar a ella y alejarla de él. Pero cuando el destino los vuelva a reunir, Lee Gun sufrirá intensamente ante la perspectiva de perder para siempre a Kim Mi-young, la persona que más ha amado en su vida y su única razón para vivir.
- Jang Na Ra como Kim Mi-young, una joven dulce y demasiado buena e inocente. Ella nació en una familia humilde de una aldea de pescadores en una pequeña isla cerca de la costa, y después de la muerte en el mar de su padre cuando ella aún era una niña, sus dos hermanas y ella vivieron solamente con su madre en el pequeño y sencillo restaurante propiedad de su madre. Al hacerse adulta se marchó a vivir a la capital, Seúl, donde trabajaba de oficinista en un grande y prestigioso bufete de abogados al comienzo de la historia. Kim Mi-young tiene muy baja autoestima y una personalidad muy débil, es extremadamente sensible, y su deseo exagerado de ser servicial y generosa y ayudar a todo el mundo, permite que todos se aprovechen de ella y abusen de su bondad, e incluso la apodan de manera burlona y despectiva la “Chica de las Notas Adhesivas” (algo que es necesario pero sin importancia). Pero el viaje a Macao cambiará su vida, cuando en una noche que no recuerda termine embarazada del multimillonario Lee Gun. Kim Mi-young no podrá evitar enamorarse de Lee Gun (el primer hombre después de su padre que la defendió y trató de levantar su autoestima), a pesar de que él a veces sea cruel con ella, y por primera vez en su vida deseara algo solamente para ella: a él. También la sensible y dulce Kim Mi-young vivirá con gran entusiasmo e ilusión su embarazo, soñando con el hijo que tendrá. Pero la tragedia caerá sobre ella y Lee Gun, y el resultado será una dolorosa separación, y Kim Mi-young deberá cambiar para convertirse en una mujer fuerte, independiente y orgullosa, y una pintora de prestigio internacional, con el nombre artístico de Ellie Kim. Pero ella sigue amando a Lee Gun y él a ella, aunque no será fácil que encuentren su final feliz.
- Wang Ji-won como Kang Se-ra, una aclamada bailarina de ballet que al principio de la historia es la novia de Lee Gun, con una relación consolidada de 6 años. Pero ella a menudo debía estar ausente, pues desarrolla su carrera artística principalmente en Estados Unidos. Pero cuando Lee Gun la invita a encontrarse con él en Macao, con la intención de proponerle matrimonio, ella acepta en principio; pero cuando en el último momento llega una oferta profesional que podría ser la oportunidad más grande de toda su carrera, Kang Se-ra decide cancelar su viaje para reunirse con Lee Gun en Macao (mientras él ya se encuentra allá). Y es que a pesar de que Kang Se-ra ama a Lee Gun, ella también siente la desesperada necesidad de triunfar en su carrera y convertirse en la primera "prima ballerina assoluta" coreana de una prestigiosa compañía de ballet estadounidense, en gran parte por la despiadada presión de su controladora madre que desea ver el triunfo de su hija en el mundo del ballet. Pero Kang Se-ra se arrepentirá de su decisión al regresar a Corea y descubrir que Lee Gun se ha casado con otra mujer, que además espera un hijo de él, y que lo que ella pensaba que sería una crisis pasajera en su relación en realidad ha sido la ruptura definitiva. Sin embargo, Kang Se-ra se empecinará en recuperar a Lee Gun (a pesar de que él ha dejado de amarla) y se convertirá en un serio obstáculo en la relación entre Lee Gun y Kim Mi-young.
- Choi Jin-hyuk como Daniel Pitt, un famoso artista y diseñador coreano-estadounidense que al principio de la historia regresa a Corea después de una prolongada ausencia, con el firme propósito de encontrar a su hermana biológica, desaparecida cuando ambos eran niños. Pero al poco tiempo de llegar al país conoce por casualidad a Kim Mi-young, y debido a un error de identidad, propiciado por la naturaleza inocente y despistada de Kim Mi-young, ella termina confesándole su embarazo, siendo la primera persona a quien se lo cuenta. A partir de ese momento Daniel Pitt se convierte en el confidente y protector de Kim Mi-young, consolándola en sus momentos de dolor y defendiéndola de todos, incluso de Lee Gun cuando es cruel con ella. Daniel descubre que está enamorado de Kim Mi-young, pero sabe que es difícil que ella olvide a Lee Gun. Cuando la tragedia produzca la separación entre Lee Gun y Kim Mi-young, y ella se hunda en la depresión, Daniel la llevará a Francia y la ayudará a sobrevivir a su depresión, a convertirse en una pintora de fama internacional y a transformar su personalidad para hacerse más fuerte e independiente y no permitir que vuelvan a abusar de su bondad. Entonces Daniel verá la oportunidad de conquistar a Kim Mi-young, pero cuando ella regrese a Corea y se reencuentre con Lee Gun, Daniel entenderá que el destino no se lo hará fácil.

### Personajes Secundarios
- Park Won-sook como la Presidenta Wang, la abuela paterna de Lee Gun. Antigua CEO de la corporación (y presidenta honorífica) y matriarca de la dinastía, ella se encargó de terminar de criar a Lee Gun después de la temprana muerte de los padres de él. Es una mujer decidida y de carácter fuerte, un poco autoritaria, pero usualmente amable y risueña. Obsesionada con que su nieto se case y tenga hijos, para garantizar la sucesión al frente de la empresa y de la familia. Al conocer a Kim Mi-young se encariña inmediatamente con ella y la considera su nieta, amandola casi tanto como a Lee Gun. La Presidenta Wang celebrará los momentos de alegría y unión de la pareja, y sufrirá por sus momentos de dolor.
- Choi Dae-chul como el Director Tak Goo-dae, un directivo de la corporación y la mano derecha de Lee Gun, prácticamente su asistente personal. Es absolutamente leal a Lee Gun y está dispuesto a hacer todo lo posible por la felicidad y el bienestar de su jefe. De hecho es lo más parecido a un buen amigo que tiene Lee Gun. Al conocer a Kim Mi-young se encariña con ella y también le brinda su lealtad, siendo para él siempre su "madam" (usado como título honorífico para la esposa del CEO de la corporación).
- Song Ok-sook como la madre de Kim Mi-young. Ella es una mujer fuerte y con coraje, que tuvo que trabajar duro para sacar adelante a sus tres hijas, especialmente después de la muerte en el mar de su marido pescador. Ella es la propietaria de un pequeño y modesto restaurante en la isla natal de sus hijas. Tiene cierto mal carácter y cuando se enfada es terrible, pero usualmente es amable y tiene un lado divertido. Al enterarse del embarazo de Kim Mi-young reacciona con furia con ella y particularmente con Lee Gun, pero posteriormente se calma con el matrimonio de ambos, y al tratar a Lee Gun termina encariñándose con él y amándolo como el hijo varón que nunca tuvo, sentimiento que es correspondido porque Lee Gun la ama como la madre que perdió cuando aún era niño, aunque ambos se la pasen "peleando" en plan juguetón.
- Na Young-hee como la segunda mujer del padre de Lee Gun, la mujer con la que vivió como pareja de hecho después de separarse de separarse de la madre de Lee Gun, y la madre del presunto medio-hermano menor de Lee Gun. Al principio de la historia, ella y su hijo se instalan a vivir en la mansión familiar de Lee Gun y su abuela (que la desprecian), por presiones de los miembros del clan preocupados por el tema de la sucesión ante la falta de hijos de Lee Gun. Ella es codiciosa y conspira para sabotear a Lee Gun y causar su destitución de la presidencia de la empresa, para que su joven hijo lo reemplace. Con el mismo propósito ella intenta sabotear el matrimonio de Lee Gun y Kim Mi-young porque un divorcio podría debilitar la posición de él frente a una corporación de gestión familiar y tradicionalista. Pero a medida que la historia avanza, su papel se hace más complejo y menos malévolo, aunque no deja de ser materialista.
- Choi Woo-shik como Lee Yong, el medio-hermano menor de Lee Gun. Un chico muy joven y de apariencia aniñada, y personalidad un poco infantil. Al principio es un mero instrumento de su codiciosa madre, que quiere usarlo para derrocar a su hermano y adueñarse del imperio familiar, pero con el tiempo desarrollará un gran afecto y lealtad por su hermano y sobre todo un cariño especial por su cuñada, Kim Mi-young. También se hará novio de la mejor amiga de Kim Mi-young.
- Park Hee-von como Jeon Ji-yeon, compañera de trabajo de Kim Mi-young en el bufete de abogados y su única amiga al comienzo de la historia. Ambas compartían apartamento mientras Kim Mi-young era soltera. Poco después de que Kim Mi-young dejara de trabajar en el bufete al casarse, Jeon Ji-yeon también dejó de hacerlo al ser despedida, y tendrá otros empleos. Se enamora del medio-hermano de Lee Gun (que es menor que ella) y se convierte en su novia.
- Kim Young-hoon como Min Byung-chul, un joven abogado del bufete donde trabajaba Kim Mi-young. Cortejó y manipuló a Kim Mi-young para que ella compartiera con él el premio del viaje para dos personas a Macao, con la única intención de disfrutar del viaje y tener una aventura sexual con la inocente y vulnerable chica, aunque terminó teniendo sexo con otra mujer. Un ser despreciable y cobarde, humilla y maltrata psicológicamente a Kim Mi-young en algunas ocasiones, pero Lee Gun lo pone en su lugar para defenderla.
- Han Kyu como Kim Mi-sook, la hermana mayor de Kim Mi-young. Ella es soltera y muestra cierto interés romántico en el Director Tak, el asistente de Lee Gun.
- Lee Mi-do como Kim Mi-ja, la segunda hermana mayor de Kim Mi-young. Ella está casada con el Señor Choi.
- Im Hyung-joon como el Señor Choi, el esposo de Kim Mi-ja, la hermana de Kim Mi-young. Un trabajador humilde, tuvo un papel destacado en los eventos de Macao.
- Jung Eun-pyo como el presidente de la compañía Park, propietaria de la fábrica de jabón que es la principal fuente de empleos de la isla natal de Kim Mi-young, hasta que la fábrica es comprada por la corporación de Lee Gun. Es un empleado humilde y gran amigo del Señor Choi con quien participó en el incidente de Macao que fue el detonante de la trama.
- Jang Gwang como el Doctor Moon, el viejo médico que ha tratado a los miembros de la familia de Lee Gun durante décadas y que tiene un papel más o menos significativo en algunos sucesos de la historia. Es un hombre afable y tranquilo, que siente especial afecto por Lee Gun y su abuela.
- Park Jin-woo como el abogado Hong, el jefe o director del bufete de abogados en el que trabajó Kim Mi-young, y después que Lee Gun contrató los servicios del bufete, se convirtió en el asesor legal de Lee Gun. Él siente afecto por Kim Mi-young y simpatía por Lee Gun, y desea que ambos sean felices juntos.
- Yang Geum-seok como la madre de Kang Se-ra, una mujer amargada que es dura e incluso cruel con su hija, pues su único objetivo en la vida es que Kang Se-ra triunfe como bailarina. Ella oculta un secreto que puede hacer daño a su hija.
- Clara Lee como una sexy modelo que hace un cameo en el primer capítulo.
- Jung Joon Young hace un cameo en un episodio como radio DJ.
- Park Joon Hyung haciendo un cameo en un episodio como él mismo, posando como modelo de cuerpo para una campaña publicitaria.[1]

## Emisión internacional
- Perú: Willax (2018, 2019).